# Phyllophaga pudorosa
Phyllophaga pudorosa är en skalbaggsart som beskrevs av Henry J. Reinhard 1939. Phyllophaga pudorosa ingår i släktet Phyllophaga och familjen Melolonthidae. Inga underarter finns listade i Catalogue of Life.